# Saligny, Vendée
Saligny är en kommun i departementet Vendée i regionen Pays de la Loire i västra Frankrike. Kommunen ligger i kantonen Le Poiré-sur-Vie som tillhör arrondissementet La Roche-sur-Yon. År 2018 hade Saligny 2 084 invånare.

## Befolkningsutveckling
Antalet invånare i kommunen Saligny
| Referens: INSEE |